# Kidal

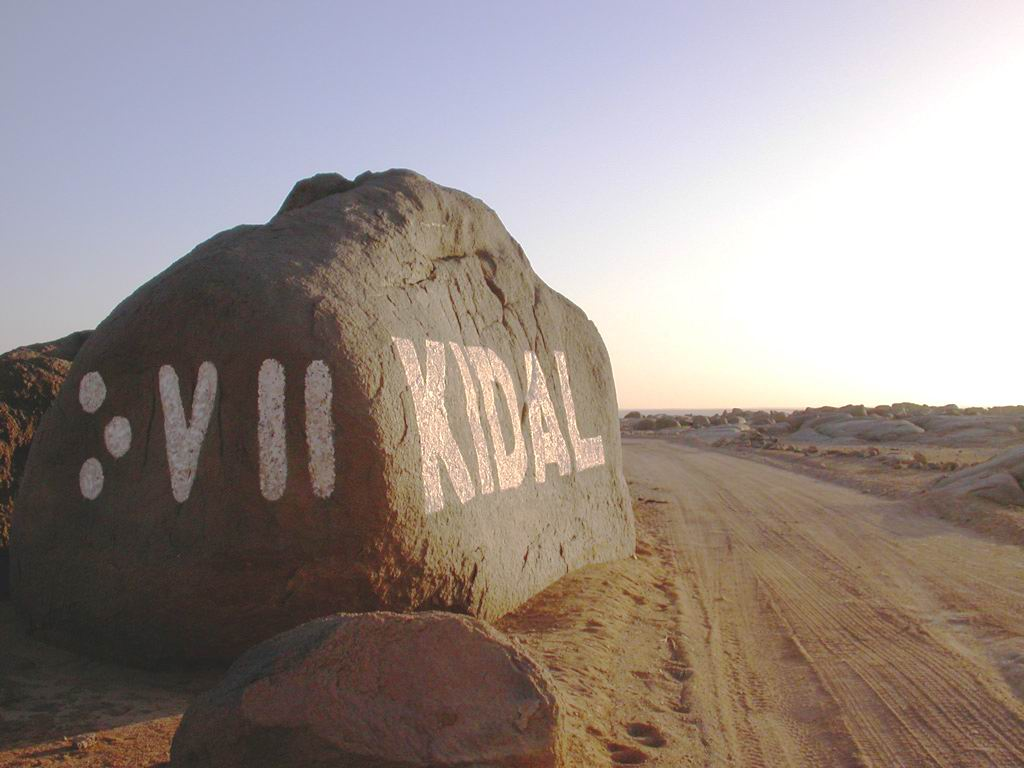
Entrada da cidade

Kidal é uma cidade situada no Mali, é capital da região de Kidal. Localiza-se cerca de 1.500 km de Bamako, a capital do país. A economia gira em torno do artesanato, do turismo e da criação de rebanhos. O número de habitantes é de 25.617, segundo o censo demográfico de 2009.